# Serkan Çalık
Serkan Çalık (Dinslaken, 15 maart 1986) is een Duits voetballer van Turkse afkomst. Çalık kwam als aanvaller uit in Duitsland voor het team Rot-Weiss Essen, maar heeft een contract getekend bij de Turkse club Gençlerbirliği.